# Осон (округ Сен-Годенс)
Осо́н (фр. и окс. Ausson) — коммуна во Франции, находится в регионе Юг — Пиренеи. Департамент — Верхняя Гаронна. Входит в состав кантона Монрежо. Округ коммуны — Сен-Годенс.
Код INSEE коммуны — 31031.

## География

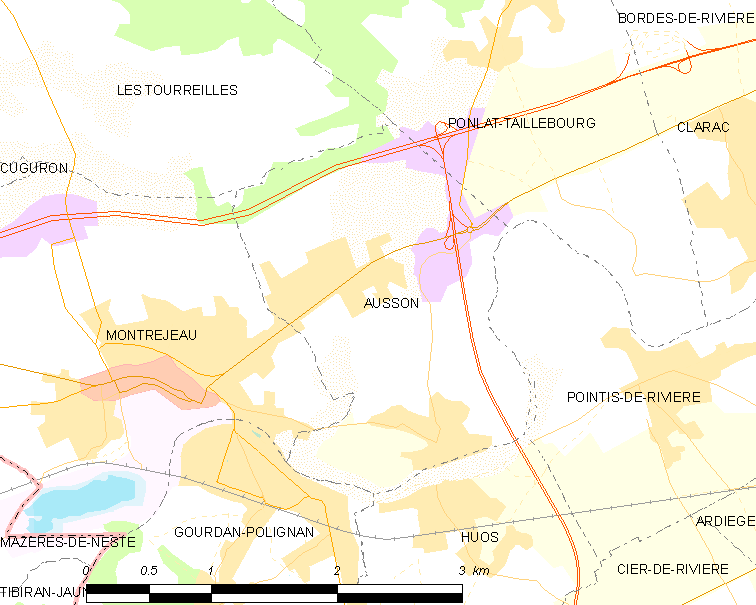
Карта коммуны

Коммуна расположена приблизительно в 660 км к югу от Парижа, в 90 км к юго-западу от Тулузы.
По территории коммуны протекает река Гаронна.

## Климат
Климат умеренно-океанический. Зима мягкая и снежная, весна характеризуется сильными дождями и грозами, лето сухое и жаркое, осень солнечная. Преобладают сильные юго-восточные и северо-западные ветры.

## Население
Население коммуны на 2010 год составляло 530 человек.
| 1962 | 1968 | 1975 | 1982 | 1990 | 1999 | 2010 |
| ---- | ---- | ---- | ---- | ---- | ---- | ---- |
| 293  | 324  | 462  | 541  | 547  | 542  | 530  |

## Экономика
В 2010 году среди 313 человек трудоспособного возраста (15—64 лет) 220 были экономически активными, 93 — неактивными (показатель активности — 70,3 %, в 1999 году было 66,9 %). Из 220 активных жителей работали 201 человек (103 мужчины и 98 женщин), безработных было 19 (6 мужчин и 13 женщин). Среди 93 неактивных 18 человек были учениками или студентами, 51 — пенсионерами, 24 были неактивными по другим причинам.

## Достопримечательности
- Церковь Св. Петра (XIX век)